# تاریخ آزادی مذهب در کانادا
تاریخ آزادی مذهب در کانادا (انگلیسی: History of freedom of religion in Canada) آزادی مذهب یک قانون حفاظت‌شده در کانادا است که به مؤمنان اجازه می‌دهد بدون محدودیت یا مداخله، پرستش و عبادت کنند، اما همیشه اینطور نبوده‌است.

## گاهشمار
- ۱۶۲۵: تصویب قانون رعایت روز یکشنبه[۱]
- ۱۶۲۷: یک قانون برای اصلاح بیشتر موارد سوءاستفاده انجام‌شده در روز عبادت (Lord's Day) که معمولاً یکشنبه (انگلستان) نامیده می‌شود.[۱]
- ۱۶۷۷: قانون رعایت روز یکشنبه.[۱]
- ۱۸۵۱: قانون آزادی پرستش
- ۱۸۶۷: قانون آمریکای شمالی این لایحه به عنوان یک سند فدرال، شامل حقوق ویژه‌ای است که به مدارس کاتولیک رومی در انتاریو و مدارس پروتستان در کبک اعطا می‌شود.
- ۱۸۸۸: اتحاد روز عبادت (Lord's Day) تأسیس شد.
- ۱۸۹۷ - دادگاه استیناف اونتاریو به نفع شرکت راه‌آهن خیابان هامیلتون در روز یکشنبه حکم داد.[۲]
- ۱۹۰۶: یک قانون در مورد روز عبادت (Lord's Day).
- ۱۹۵۲: قانون روز عبادت (Lord's Day) , R.S.C. ۱۹۵۲، c. 171, s. 4.[۳]
- ۱۹۶۱: لوییس ای. گوردون، مالک یک شرکت لباس‌شویی سکه‌ای، در تخطی از قانون (Lord's Day) توسط دیوان عالی کانادا برگزار شد.[۴]
- ۱۹۶۹: والتر v آلبرتا (AG) توسط دیوان عالی کانادا تصمیم گرفت که از قانون مالکیت عمومی حمایت می‌کند.[۵]
- ۱۹۸۵: R. دیوان عالی کانادا تصمیم گرفت که قانون (Lord's Day) برخلاف قانون اساسی است.[۶]

## حمایت‌های قانونی از آزادی مذهب
در ۱۰ فوریه ۱۷۶۳ عهدنامه پاریس، جنگ هفت‌ساله بین بریتانیا و فرانسه را به پایان رساند. این معاهده به مردم کبک اجازه داد تا مناسک مذهبی کاتولیک رومی خود را برگزار کنند. بند چهارم این عهدنامه آمده‌است:
اعلیحضرت بریتانیک موافقت می‌کند که آزادی مذهب کاتولیک را به ساکنان کانادا بدهد: در نتیجه، موثرترین و دقیق‌ترین دستورها را می‌دهد، که طبق آیین کلیسای رومی جدید، بتوانند براساس آئین‌های مذهبی خود در کلیسای رومی تاجایی که قوانین بریتانیای کبیر اجازه می‌دهد، مورد پرستش قرار دهد.
در سال ۱۸۵۱ پارلمان کانادا قانون آزادی عبادت را تصویب کرد. این قانون حمایت قانونی از لذت از حرفه و عبادت مذهبی را بدون تبعیض یا ترجیح می‌دهد " در چیزی که اکنون اونتاریو و استان کبک است.
در کنفدراسیون سال ۱۸۶۷ قانون اساسی سال ۱۸۶۷ از حق مردم در همه مدارس و مدارس جداگانه حمایت کرد، چرا که پیش از کنفدراسیون وجود داشتند. این تضمین در ابتدا در اونتاریو و کبک اعمال شد، اما متعاقباً حمایت‌های مشابهی در استان‌های آلبرتا، ساسکچوان و نیوفاندلند فراهم شد.

## ۱۹۸۲–۱۸۶۷

### ۱۹۰۶ قانون روز عبادت
قانون روز عبادت (Lord's day)، که از سال ۱۹۰۶ معاملات تجاری را در روزه‌ای یکشنبه ممنوع کرده بود، در سال ۱۹۸۵ به عنوان قانون مغایر با قانون اساسی بود؛ و رو در روی شرکت بزرگ داروی مارت بود. افسران پلیس کالگری شاهد چندین معامله در شرکت بزرگ داروی مارت بودند که همه آن‌ها در یک روز یکشنبه رخ دادند؛ که این نقض قانون روز عبادت (Lord's day)بود. یک دادگاه استانی حکم داد که قانون روز عبادت خلاف قانون اساسی است، اما کراون به درخواست دادگاه عالی کانادا متوسل شد. در یک تصمیم ۶–۰ به اتفاق آرا، قانون روز عبادت را نقض آزادی مذهب و مذهب تعریف‌شده در بخش ۲ (الف) منشور حقوق و آزادی‌ها دانست.
در سال ۱۸۸۸، روز عبادت (Lord's day) به عنوان نتیجه‌ای که عمدتاً منافع پروتستان و متدیست را تأمین می‌کرد به وجود آمد.

### لیگ یکشنبه
اسقف‌ها نیز به این صورت اطلاع دادند که زمان مطالعه پایان یافته‌است. یک کمیته ویژه در شهر کبک، پس از آن موفق به پیگرد قضات یکشنبه شد. برای هماهنگی مجازات‌های ویژه، در ۱۶ آوریل ۱۹۲۳، آرچمبووت پنجاه نفر را در زیرزمین جوزو، کلیسای یسوع پایتخت در مرکز شهر مونترال گرد هم آورد. بسیاری از نمایندگان جوامع کاتولیک مونترال، حضور داشتند. به عنوان مثال، اتحادیه کاتولیک، انجمن سنت وینسنت پالول، انجمن کاتولیک مسافرین تجاری، اتحادیه‌های کاتولیک، انجمن کاتولیک جوانان کانادایی فرانسه، لیگ فرانسه، و سنت جان انجمن باپتیست نمایندگی شد. یک قانون اساسی برای مجمع جدید روز یکشنبه که توسط آرشامبوول تهیه شده بود، تصویب شد و به این ترتیب لیگ یکشنبه (Ligue du Dimanche) متولد شد.